# Quân khu Kharkov
Quân khu Kharkov (tiếng Nga: Харьковский военный округ (ХВО), đã Latinh hoá: Khar'kovskiy voyennyy okrug (KhVO)) là một quân khu của Đế quốc Nga, nước Nga Xô viết và Liên Xô. Trong suốt lịch sử, trụ sở quân khu nằm tại thành phố Kharkov tại phần đông bắc của Ukraina.
Quân khu được thành lập lần đầu tiên vào năm 1864 thời Đế quốc Nga. Quân khu bị giải thể và lãnh thổ của nó được chuyển giao cho Quân khu Kiev và Quân khu Moskva vào năm 1888. Quân khu được Hồng quân tái lập dưới thời Nội chiến Nga vào tháng 1 năm 1919, nhưng tan rã vào tháng 9 sau khi địa bàn bị Bạch vệ chiếm đóng. Quân khu được tái lập vào tháng 1 năm 1920, nhưng bị giải thể vào năm 1922 và binh sĩ của nó trực thuộc Quân khu Tây Nam.
Năm 1935, quân khu được tái lập khi Quân khu Ukraina được chia thành Quân khu Kiev và Kharkov. Sau khi Chiến dịch Barbarossa bắt đầu vào năm 1941, Liên Xô phải rút lui khỏi địa bàn, và quân khu bị giải thể vào cuối tháng 11. Sau khi quân đội Liên Xô chiếm lại khu vực, Quân khu Kharkov được tái lập vào cuối tháng 9 năm 1943. Sau khi chiến tranh kết thúc, nó bị hạ cấp và bị giải thể vào năm 1946, địa bàn của nó được chuyển cho Quân khu Kiev.

## Đế quốc Nga
Quân khu Kharkov được thành lập lần đầu tiên vào ngày 22 tháng 8 [10 tháng 8 lịch cũ] năm 1864 trong cải cách hệ thống hành chính quân sự của Dmitry Milyutin. Trụ sở chính của quân khu nằm tại Kharkov, và kiểm soát quân đội trên lãnh thổ của các tỉnh Voronezh, Kursk, Oryol, Poltava, Kharkov và Chernigov. Quân khu bị bãi bỏ vào ngày 31 tháng 10 năm 1888, với phần lớn lãnh thổ được chuyển giao cho Quân khu Kiev, ngoại trừ các tỉnh Voronezh và Oryol trở thành một phần của Quân khu Moskva.
Tư lệnh
Các sĩ quan Quân đội Đế quốc Nga sau đây chỉ huy quân khu trong thời kỳ Đế quốc Nga từ năm 1864 đến 1888:
- Tướng quân kỵ binh Vasily Launits (tháng 8–10 1864)
- Tướng quân kỵ binh Sigizmund Merkhilevich (tháng 10 năm 1864–tháng 2 năm 1865)
- Tướng quân kỵ binh Pontus Brevern-de la Gardie (tháng 2 năm 1865–tháng 8 năm 1869)
- Tướng quân bộ binh Alexander Kartsov (tháng 8 năm 1869–tháng 11 năm 1875)
- Trung tướng Felix Sumarokov-Elston (tháng 12 năm 1875–tháng 10 năm 1877)
- Tướng quân bộ binh Alexander Minckwitz (tháng 10 năm 1877–tháng 4 năm 1879)
- Tướng quân kỵ binh Mikhail Loris-Melikov (tháng 4 năm 1879–tháng 1 năm 1880)
- Tướng quân kỵ binh Alexander Dondukov-Korsakov (tháng 2 năm 1880–tháng 1 năm 1881)
- Tướng quân bộ binh Dmitry Sviatopolk-Mirsky (tháng 1 năm 1881–tháng 5 năm 1882)
- Tướng quân bộ binh Fyodor Radetzky (tháng 5 năm 1882–tháng 10 năm 1888)

## Nội chiến Nga
Quân khu Kharkov được thành lập lần thứ hai theo Lệnh số 39 của Bộ quân sự của Chính phủ Công-Nông lâm thời Ukraina, ngày 27 tháng 1 năm 1919. Quân khu này kiểm soát quân đội trên địa bàn các tỉnh Yekaterinoslav, Poltava, Kharkov và Chernigov. Trụ sở của Bộ Tổng tham mưu toàn Ukraina được sử dụng để thành lập ủy ban quân sự quân khu (trụ sở chính), và trực thuộc Hội đồng quân sự cách mạng của Mặt trận phía Nam vào ngày 8 tháng 6. Quân khu được giao nhiệm vụ huấn luyện các đơn vị dự bị cho mặt trận. Vào ngày 10 tháng 5, để đàn áp cuộc nổi dậy của binh sĩ Hồng quân dưới quyền Nykyfor Hryhoriv, Kliment Voroshilov nắm quyền chỉ huy tạm thời quân đội của quân khu cho đến ngày 25 tháng 5, khi cuộc nổi dậy bị đánh bại. Vào tháng 6, địa bàn quân khu bị Lực lượng Vũ trang Nam Nga thuộc phe Bạch vệ tiếp quản, và cuộc tiến công của Quân tình nguyện vào Kharkov buộc trụ sở chính phải di tản khỏi thành phố trước khi nó bị chiếm. Sau khi rút đi, quân ủy quân khu lần lượt được đặt tại Sumy, Romny và Bryansk. Vào ngày 1 tháng 9, họ chuyển đến Moskva và bị giải thể vào ngày 16 tháng 9.
Sau khi quân Bạch vệ rút lui khỏi địa bàn, quân khu được tái lập theo Lệnh số 118/23 của Hội đồng quân sự cách mạng ngày 23 tháng 1 năm 1920, kiểm soát quân đội trên địa bàn của các tỉnh Yekaterinoslav, Donets, Poltava, Taurida và Kharkov. Ủy ban quân sự của Quân khu Yaroslavl đã bị giải thể được sử dụng để quản lý ủy ban quân sự quân khu mới, và nó trực thuộc Hội đồng quân sự cách mạng của Mặt trận Tây Nam. Ngày 23 tháng 2, ban tham mưu Quân đội Dự bị Ukraina được sáp nhập với trụ sở quân khu. Quân khu được chuyển sang quyền kiểm soát của Tư lệnh Lực lượng vũ trang Ukraina và Krym Mikhail Frunze vào ngày 3 tháng 12, sau thất bại của những quân Bạch vệ cuối cùng ở Krym. Tỉnh Nikolayev và tỉnh Odessa trở thành một phần của quân khu vào tháng 5 năm 1921. Quân đội của quân khu đã chiến đấu với quân du kích Ukraina chống Liên Xô trong thời kỳ này, và vào ngày 21 tháng 4 năm 1922, quân khu này được sáp nhập với Quân khu Kiev để thành lập Quân khu Tây Nam, và nhanh chóng trở thành Quân khu Ukraina.
Tư lệnh
Các tư lệnh sau đây đã lãnh đạo ủy ban quân sự quân khu từ năm 1919 đến năm 1920:
- Sergey Kozyura (tháng 2–6 năm 1919)
- A.I. Kashkarov (tháng 6–8 năm 1919)
- Alexander Surik (tháng 8–9 năm 1919)
- Vitaly Sharapov (tháng 2–7 năm 1920)
- Ivan Shelykhmanov (tháng 7–9 năm 1920)
- Georgy Bazilevich (tháng 9–10 năm 1920)

Các tư lệnh dưới đây lãnh đạo quân khu giữa năm 1920 và 1922:
- Fyodor Orlov (tháng 1–2 1921)
- Robert Eideman (tháng 3–6 1921)
- August Kork (tháng 4 1921–tháng 4 1922)

## Cơ cấu thứ hai (1935–1941)
Quân khu được tái lập theo Lệnh số 079 của Ủy ban Quốc phòng Nhân dân (NKO), ngày 17 tháng 5 năm 1935, chia Quân khu Ukraina thành Quân khu Kiev và Kharkov. Ban đầu quân khu bao gồm các tỉnh Dnipropetrovsk, Donetsk và Kharkov, cũng như Krym. Vào ngày 21 tháng 8 năm 1937, tư lệnh quân khu là Komandarm bậc 2 Ivan Dubovoy bị bắt trong cuộc Đại thanh trừng. Tháng 10 năm 1939, khi Quân khu Odessa được thành lập, Krym và tỉnh Dnipropetrovsk được chuyển đến quân khu mới, và ranh giới quân khu thay đổi để chỉ bao gồm các tỉnh Voroshilovgrad, Poltava, Stalino (trước là Donetsk), Sumy, Kharkov, và Chernigov. Năm đó, quân khu bắt đầu tái vũ trang và tái tổ chức các đơn vị của mình, nhưng quá trình này chưa hoàn tất khi Chiến dịch Barbarossa của Đức bắt đầu vào ngày 22 tháng 6 năm 1941.
Trung tướng Andrey Smirnov nắm quyền chỉ huy quân khu vào ngày 18 tháng 12 năm 1940. Sau cuộc xâm lược, Quân khu Kharkov huy động lính nghĩa vụ và thành lập các đơn vị mới, bao gồm Tập đoàn quân 18 được hình thành từ các bộ phận của trụ sở quân khu dưới quyền chỉ huy của Smirnov. Tập đoàn quân 18 được gửi đến Mặt trận phía Nam vào ngày 25 tháng 6. Vào tháng 10, khi quân Đức tiếp cận Kharkov sau một loạt chiến thắng, trụ sở quân khu chuyển đến Voroshilovgrad và sau đó là Stalingrad. Quân khu bị giải thể vào ngày 26 tháng 11 năm 1941, với trụ sở chính được sử dụng để thành lập Quân khu Stalingrad.
Tư lệnh
Các sĩ quan sau chỉ huy quân khu từ năm 1935 đến 1941:
- Komandarm bậc 2 Ivan Dubovoy (tháng 7 năm 1935–tháng 8 năm 1937)
- Komandarm bậc 2 Semyon Timoshenko (tháng 9 năm 1937–tháng 2 năm 1938)
- Komdiv Filipp Yershakov (tháng 2–4 năm 1938)
- Komkor Ilya Smirnov (tháng 4 năm 1938–tháng 5 năm 1940)
- Trung tướng Mikhail Kovalyov (tháng 5–12 năm 1940)
- Trung tướng Andrey Smirnov (ngày 18 tháng 12 năm 1940[4] –7 năm 1941)
- Thiếu tướng Alexander Chernikov (tháng 7–10 năm 1941; acting)
- Trung tướng Vasily Kuznetsov (tháng 10–11 năm 1941)
- Thiếu tướng Nikolay Feklenko (tháng 11 năm 1941; quyền)

## Cơ cấu thứ ba (1943–1946)
Quân khu được cải tổ theo lệnh của NKO ngày 25 tháng 9 năm 1943, sau khi giành lại địa bàn trong trận sông Dnepr và cuộc tấn công chiến lược Donbass. Quân khu bao gồm các tỉnh Voroshilovgrad, Dnipropetrovsk, Zaporizhia , Poltava, Stalino, Sumy, Kharkov, và Chernigov, cũng như Krym. Tỉnh Chernigov chỉ là một phần của quân khu trong thời gian ngắn, và được chuyển giao cho Quân khu Kiev được tái lập vào ngày 15 tháng 10. Quân khu được giao nhiệm vụ thành lập các đơn vị mới và chuẩn bị các đơn vị hành quân tăng viện cho mặt trận. Các đơn vị công binh của quân khu đã tham gia rà phá bom mìn và dọn dẹp thiết bị chưa nổ. Vào ngày 18 tháng 12 năm 1944, Krym được chuyển giao cho Quân khu Odessa được tái lập.
Theo lệnh NKO ngày 9 tháng 7 năm 1945, sau khi chiến tranh kết thúc, quân khu được chuyển sang sức mạnh thời bình. Trụ sở quân khu cũ và trụ sở Tập đoàn quân 21 được sáp nhập để tạo thành trụ sở mới cho quân khu. Theo lệnh tương tự, các tỉnh Sumy và Poltava được chuyển đến Quân khu Kiev và tỉnh Zaporizhia được chuyển cho Quân khu Taurida. Trong vài tháng tiếp theo, quân khu cho xuất ngũ binh sĩ trên lãnh thổ của mình. Vào tháng 8, Quân đoàn súng trường cận vệ 14 đến Dnipropetrovsk từ Vyborg cùng với các sư đoàn súng trường 11 và 288. Sư đoàn súng trường 44 tại Pavlograd gia nhập quân đoàn vào tháng 11. Ba sư đoàn của quân đoàn giải thể vào tháng 2 năm 1946, và được thay thế bằng các Sư đoàn súng trường 86, 321 và 326 từ Quân đoàn súng trường 116. Quân đoàn súng trường 69 cũng được rút về khu vực Lugansk, và bị giải thể vào ngày 6 tháng 5 cùng với các sư đoàn súng trường 110, 163 và 324. Vào ngày 5 tháng 2, quân khu được tổ chức lại thành một quân khu lãnh thổ và trực thuộc Quân khu Kiev, trước khi bị giải thể vào ngày 6 tháng 5. Các binh sĩ của Quân khu Kharkov gia nhập Quân khu Kiev.
Tư lệnh
Các sĩ quan sau chỉ huy quân khu từ năm 1943 đến 1946:

- Thượng tướng Yakov Cherevichenko (tháng 9–12 năm 1943)
- Trung tướng Vasily Gerasimenko (tháng 12 năm 1943–tháng 3 năm 1944)
- Trung tướng Stepan Kalinin (tháng 3–6 năm 1944)
- Thiếu tướng (promoted to Trung tướng 2 November 1944) Pavel Kurbatkin (tháng 6 năm 1944–tháng 7 năm 1945)
- Tướng lục quânl Ivan Tyulenev (tháng 7 năm 1945–tháng 3 năm 1946)
- Trung tướng Filipp Parusinov (tháng 3–5 năm 1946; quyền)